# Компиляция Final Fantasy VII
«Компиля́ция Final Fantasy VII» (англ. Compilation of Final Fantasy VII) — медиафраншиза, созданная японской компанией Square Enix. Представляет собой подсерию франшизы Final Fantasy, состоящую из компьютерных игр, анимационных фильмов и романов, сюжет которых разворачивается во вселенной японской ролевой игры Final Fantasy VII 1997 года. В 2003 году состоялся её официальный анонс, одновременно с новостью о производстве анимационного фильма «Последняя фантазия VII: Дети пришествия» и разработке трёх игр. Помимо этого, под брендом Square Enix вышло несколько спин-оффов и побочных проектов, которые не вошли в состав «Компиляции»: книги, игры для мобильных телефонов и OVA. События ролевого экшена Before Crisis разворачиваются до начала FFVII, а сюжет «Детей пришествия» происходит после окончания оригинальной игры. В первом случае протагонистами выступают тайные оперативники, известные как Турки, а во втором — Клауд Страйф, главный герой FFVII. В Crisis Core раскрывается прошлое второстепенного персонажа оригинальной игры Зака Фэйра. В последнем из четырёх первоначальных проектов «Компиляции» Dirge of Cerberus, который хронологически следует за «Детьми пришествия», основным игровым персонажем выступает Винсент Валентайн, необязательный член игровой партии из FFVII. Впоследствии представители Square Enix приступили к разработке трилогии ремейка Final Fantasy VII: первая часть Final Fantasy VII Remake вышла в 2020 году, а вторая Final Fantasy VII Rebirth — в 2024.
«Компиляция» была создана одними из авторов оригинальной игры: руководителем разработки Ёсинори Китасэ и ведущим дизайнером персонажей Тэцуей Номурой. В работе над некоторыми играми и фильмами франшизы также принимали участие другие создатели FFVII: сценарист Кадзусигэ Нодзима, арт-директор Юсукэ Наора и композитор Нобуо Уэмацу. Ни один из проектов «Компиляции» не является ролевой игрой в чистом виде — все они относятся к разным жанрам. Фильм «Дети пришествия» должен был положить начало франшизе, однако, из-за многочисленных трудностей на этапе постпродакшна премьера картины была перенесена, а мобильная игра Before Crisis стала первым проектом «Компиляции».
Before Crisis — единственная из основных игр франшизы, которая не вышла за пределами Японии из-за её несовместимости с зарубежными мобильными устройствами. Проекты «Компиляции» получили смешанные отзывы: критики высоко оценили визуальную составляющую «Детей пришествия», однако сетовали на запутанный сюжет фильма, хвалили Before Crisis, Crisis Core, Remake и Rebirth, в то время как Dirge of Cerberus была принята более неоднозначно. Представители Square Enix сочли «Компиляцию» одной из причин упадка интереса к франшизе Final Fantasy в странах запада. Концепция медиафраншизы вдохновила сотрудников компании на создание игровой серии Fabula Nova Crystallis Final Fantasy.

## Проекты
| 2004 | Before Crisis: Final Fantasy VII                           |
| 2005 | Final Fantasy VII: Advent Children                         |
| 2005 | Last Order: Final Fantasy VII                              |
| 2005 | Final Fantasy VII Snowboarding                             |
| 2006 | Dirge of Cerberus: Final Fantasy VII                       |
| 2006 | Dirge of Cerberus Lost Episode: Final Fantasy VII          |
| 2007 | Crisis Core: Final Fantasy VII                             |
| 2008 |                                                            |
| 2009 | On the way to a smile: Final Fantasy VII                   |
| 2009 | Final Fantasy VII Advent Children Complete                 |
| 2010 |                                                            |
| 2011 | Final Fantasy VII The Kids Are Alright: A Turks Side Story |
| 2012 |                                                            |
| 2013 |                                                            |
| 2014 | Final Fantasy VII G-Bike                                   |
| 2015 |                                                            |
| 2016 |                                                            |
| 2017 |                                                            |
| 2018 |                                                            |
| 2019 |                                                            |
| 2020 | Final Fantasy VII Remake                                   |
| 2021 | Final Fantasy VII Remake Intergrade                        |
| 2021 | Final Fantasy VII Remake Trace of two Pasts                |
| 2021 | Final Fantasy VII: The First Soldier                       |
| 2022 | Crisis Core: Final Fantasy VII Reunion                     |
| 2023 | Final Fantasy VII: Ever Crisis                             |
| 2024 | Final Fantasy VII Rebirth                                  |
| TBA  | Final Fantasy VII Remake Part 3                            |

### Компьютерные игры
- Before Crisis: Final Fantasy VII — ролевой экшен, сюжет которого состоял из 24 эпизодов, выпускавшихся ежемесячно — от одного до трёх эпизодов — по игровой подписке[1][2]. 24 сентября 2004 года игра стала доступна на мобильных телефонах линейки FOMA iMode, а 30 января и 5 апреля 2007 года она вышла на Softbank Yahoo! и AU EZweb[2][3]. Изначально Square Enix планировала выпустить Before Crisis за пределами Японии, однако западный релиз игры не состоялся из-за её несовместимости с зарубежными мобильными устройствами и перехода руководителя проекта Юкимаса Ито в Capcom в 2008 году[1].
- Dirge of Cerberus: Final Fantasy VII — экшен с элементами шутера от первого и третьего лица. 26 января 2006 года игра вышла в Японии, а 15 августа и 17 ноября — в Северной Америке и Европе. Японская версия Dirge of Cerberus получила неоднозначные отзывы, поэтому разработчики вырезали часть внутриигрового контента в западных изданиях, в частности многопользовательский режим[4][5]. 11 сентября 2008 года в рамках линейки Ultimate Hits в Японии вышла доработанная локализованная версия игры[6]. 22 августа 2006 года в Северной Америке и 26 июля 2007 года в Японии состоялся релиз её мобильного мидквела с подзаголовком Lost Episode[7][8].
- Crisis Core: Final Fantasy VII — ролевой экшен, в котором игрок управляет Заком Фэйром. Бои разворачиваются в реальном времени: Зак свободно перемещается по карте, отражает нападение противников и использует физические и магические атаки[9]. Японский релиз игры состоялся 13 сентября 2007 года, а 24 марта и 20 июня 2008 года она вышла в Северной Америке и Европе[10][11]. В конце 2022 года в продажу поступил её ремастер с подзаголовком Reunion, разработанный для платформ Microsoft Windows, Nintendo Switch, PlayStation 4, PlayStation 5, Xbox One и Xbox Series X/S[12].
- Final Fantasy VII Remake — ролевой экшен, разработанный Square Enix для PlayStation 4 и выпущенный 10 апреля 2020 года. Это первая игра в запланированной трилогии ремейка Final Fantasy VII[13][14][15]. В июне 2021 года состоялся релиз расширенного издания игры с подзаголовком Intergrade для PlayStation 5 и Microsoft Windows[16][17].
- Final Fantasy VII: The First Soldier — бесплатная многопользовательская игра в жанре королевская битва для мобильных устройств, разработанная Ateam Inc. и изданная Square Enix 17 ноября 2021 года. События игры разворачиваются за 18 лет до начала сюжетной кампании FFVII и повествуют о формировании военного подразделения «СОЛДАТ», санкционированного руководством электроэнергетической компании «Син-Ра» для укрепления её вооружённых сил[18][19]. В The First Soldier представлены многопользовательские матчи 3 на 3, а её игровой процесс совмещает в себе элементы экшена и RPG из других проектов серии Final Fantasy[19][20][21]. Square Enix прекратила техническую поддержку игры 11 января 2023 года[22].
- Final Fantasy VII: Ever Crisis — компьютерная ролевая игра, разработанная Square Enix для платформ iOS и Android и выпущенная 7 сентября 2023 год. В игре пересказываются события FFVII и проектов «Компиляции»[16][20].
- Final Fantasy VII Rebirth — ролевой экшен, разработанный Square Enix для PlayStation 5 и выпущенный 29 февраля 2024 года. Разработчики создавали Rebirth не только как вторую часть трилогии ремейка FFVII, но и как самостоятельную игру, для прохождения которой не требовалось ознакомления с Remake[23].

### Фильмы
- «Последняя фантазия VII: Дети пришествия» — первый из запланированных проектов франшизы, который, в конечном итоге, стал вторым. Представляет собой прямое продолжение FFVII, выпущенное на DVD. 14 сентября 2005 года в Японии проходила премьера анимационного фильма; в Европе он вышел 24 апреля 2006 года, а в Северной Америке — 25 апреля[24][25][26]. 3 апреля 2006 года состоялся специальный показ «Детей пришествия» в Лос-Анджелеском кинотеатре ArcLight[27]. В 2009 году на Blu-ray вышла режиссёрская версия фильма с подзаголовком Complete. Помимо улучшенной графики, были добавлены новые сцены и перезаписаны японская и английская озвучки[28][29][30][31]. В японское ограниченное издание фильма была включена демоверсия игры Final Fantasy XIII[32].
- Last Order: Final Fantasy VII — OVA, раскрывающая обстоятельства ключевого события FFVII — уничтожения поселения Нибельхейм. Last Order вошла в комплект специального издания «Детей пришествия» Advent Pieces, которое поступило в продажу 14 сентября 2005 года в Японии и 6 февраля 2007 года в Северной Америке[25][33]. Тираж издания составил 77 777 экземпляров. В настоящее время OVA не доступна для приобретения[34]. После выхода Remake Last Order была исключена из проектов «Компиляции»[13].

### Связанные медиа
Помимо компьютерных игр и фильма, «Компиляция» состоит из различных медиа, большая часть которых связана с «Детьми пришествия». В рамках маркетинговой кампании фильма Кадзусигэ Нодзима написал серию коротких рассказов под общим названием «На пути к улыбке». Впоследствии рассказы были собраны в единый том в мягкой обложке, который поступил в продажу 16 апреля 2009 года. OVA по мотивам рассказа «Случай Дензела» вошла в состав коллекционного издания Complete. 15 декабря 2011 года в Японии вышел роман «Последняя фантазия VII Неизвестная биография: Турки — С детьми всё в порядке -», написанный Нодзимой и проиллюстрированный Шау Тодзимой; его события разворачиваются незадолго до начала «Детей пришествия».
В апреле 2005 года для мобильных телефонов LG VX8000, LG VX8100, Audiovox 8940 и Samsung A890 была выпущена мобильная игра Final Fantasy VII Snowboarding. Три года спустя она вышла в Японии на устройствах оператора DoCoMo — FOMA 703i и 902i. Square Enix прекратила техническую поддержку игры 31 марта 2018 года. 30 октября 2014 года в Японии состоялся релиз мобильной гоночной игры Final Fantasy VII G-Bike. Она создавалась компанией CyberConnect2 для платформ iOS и Android и была основана на мини-игре из FFVII. Изначально разработчики планировали выпустить игру в западных странах. G-Bike задумывалась как первое из мобильных приложений, представляющих собой обновлённые версии мини-игр FFVII. Техническая поддержка G-Bike завершилась в 2015 году.

## Сеттинг
События Final Fantasy VII разворачиваются в постиндустриальном научно-фантастическом мире. Хотя персонажи игры называют его «Планетой», в некоторых рекламных материалах Square Enix он упоминается как «Гайя». Планета обладает жизненной энергией, известной как «Поток жизни», которая обеспечивает её существование. По сюжету FFVII и её приквелов, сотрудники энергетической мегакорпорации «Син-Ра» используют переработанную форму «Потока жизни» — «мако» — в качестве источника энергии и, тем самым, постепенно истощают Планету. В центре повествования FFVII находится группа экотеррористов под названием «ЛАВИНА», члены которой противостоят президенту «Син-Ра», его сыну Руфусу, а также их вооружённым силам, в число которых входят члены тайной спецслужбы — Турки и элитной организации «СОЛДАТ»; последние представляют собой сверхлюдей, созданных путём внедрения в их организм энергии мако. Со временем в этом конфликте появляется третья сторона — легендарный «СОЛДАТ» Сефирот, который появился на свет в результате эксперимента по имплантации клеток внеземной формы жизни Дженовы. Узнав правду о своём происхождении, Сефирот возненавидел человечество и поклялся уничтожить всю жизнь на Планете. Главными героями игры являются: наёмник и самопровозглашённый бывший «СОЛДАТ» первого класса Клауд Страйф, цветочница и последняя представительница древней расы Цетра Айрис Гейнсборо, а также управляющая баром «Седьмое небо» и подруга детства Клауда Тифа Локхарт. По мере развития сюжета Сефирот использует разрушительное заклинание «Метеор», чтобы нанести Планете смертельное ранение, завладеть её духовной энергией и обрести околобожественную силу. Он убивает Айрис, когда та пытается предотвратить падение «Метеора» с помощью другого заклинания — «Святости». В конечном итоге члены игровой партии побеждают легендарного «СОЛДАТа», а «Поток жизни» усиливает эффект «Святости», вместе с которой уничтожает «Метеор».
Проекты «Компиляции» продолжают и расширяют историю FFVII, а их главными героями являются второстепенные персонажи оригинальной игры. События «Детей пришествия» начинаются через два года после уничтожения «Метеора»: по всему миру распространяется смертельная болезнь геостигма, а испытывающий чувство вины Клауд вступает в конфронтацию с Кададжем, Язу и Лозом — остатками Сефирота. Действие Before Crisis происходит за шесть лет до начала FFVII: мобильная игра посвящена противостоянию Турок и изначального состава «ЛАВИНЫ». Параллельно ей идёт сюжет Crisis Core, протагонистом которой выступает «СОЛДАТ» первого класса и друг Клауда Зак Фэйр. В процессе противостояния с высококвалифицированным «СОЛДАТом»-дезертиром Генезисом Рапсодосом Зак восстаёт против «Син-Ра» и погибает в бою с войсками компании. История Dirge of Cerberus начинается спустя год после окончания «Детей пришествия»: необязательный для прохождения сюжетной кампании FFVII персонаж Винсент Валентайн срывает планы руководства секретного подразделения «Син-Ра» Дипграунда.

## Производство

### Создание
«Компиляцию» создали одни из авторов Final Fantasy VII: руководитель разработки Ёсинори Китасэ и дизайнер персонажей Тэцуя Номура. Медиафраншиза стала первым шагом Square Enix в рамках маркетинговой стратегии по распространению «хорошо известных проектов на нескольких платформах для охвата более широкой аудитории». По словам Китасэ, концовка FFVII оставила простор для развития персонажей и расширения сеттинга вселенной, в большей степени, чем другие проекты серии. Кроме того, концепция «Компиляции» показалась выгодной руководству Square Enix: принимая во внимание высокие показатели продаж Final Fantasy X-2, которая вышла незадолго до слияния Square и Enix в 2003 году, директор образовавшейся компании Ёити Вада решил воспользоваться большим спросом фанатов серии на продолжение Final Fantasy VII.
Первым проектом медиафраншизы должен был стать анимационный фильм «Дети пришествия», который изначально задумывался как короткометражный фильм от студии Visual Works; её сотрудники ранее создавали внутриигровое видео для игр компании. Изначально «Дети пришествия» задумывались как компьютерная игра, однако это оказалось невозможно по многим причинам, в частности из-за отсутствия опыта у Visual Works в разработке подобных проектов. Помимо Китасэ и Номуры, в создании «Компиляции» приняли участие другие авторы FFVII: арт-директор Юсукэ Наора, композитор Нобуо Уэмацу и сценарист Кадзусигэ Нодзима. В процессе производства «Детей пришествия» члены творческой группы пришли к выводу, что одного фильма будет недостаточно для раскрытия вселенной FFVII в полной мере. По этой причине они дополнили медиафраншизу тремя играми — Before Crisis, Dirge of Cerberus и Crisis Core. Новость о создании новых игр удивила Номуру, который считал, что расширение вселенной FFVII ограничится одним проектом.

### Разработка
У каждой игры медиафраншизы были предпосылки для создания. Концепцию Before Crisis придумал сотрудник мобильного подразделения Square Enix Хадзимэ Табата, которому Номура поручил создать проект с участием Турок. Причиной создания Dirge of Cerberus послужила любовь Китасэ к шутерам от первого лица. Ещё до создания «Компиляции» и выпуска «Детей пришествия» и Before Crisis представители Square задумывались о разработке подобной игры с другими персонажами-стрелками из Final Fantasy. Изначально Crisis Core задумывалась как порт Before Crisis для PlayStation Portable, однако, после переговоров с участием Китасэ и Номуры, представители Square Enix переосмыслили её как ещё один проект «Компиляции». Во время разработки Before Crisis, последовавшей за производством «Детей пришествия», сложилась практика подбирать подзаголовки с возможностью сокращения до двух букв: «AC» — Advent Children, «BC» — Before Crisis, «CC» — Crisis Core и «DC» — Dirge of Cerberus. По этой причине представители компании убрали из изначального подзаголовка Crisis Core — Before Crisis Core — слово «Before».
Разработка Before Crisis началась в 2002 году. Год спустя Square Enix объявила о создании «Компиляции», одновременно с анонсом «Детей пришествия». Ни одна из выпущенных игр медиафраншизы не была ролевой игрой в чистом виде, как FFVII. По словам разработчиков, для производства RPG требовалось больше времени и ресурсов, а сами проекты получились бы чрезмерно масштабными. С другой стороны, они не хотели упрощать содержимое предстоящих игр, как это было в случае с Final Fantasy X-2, которую раскритиковала часть фанатов. Во время разработки X-2 разработчики пришли к выводу, что им не нужно придерживаться концепции классических RPG, и приняли решение создавать игры «Компиляции» в других жанрах. Фильм «Дети пришествия» должен был положить начало франшизе, однако, из-за многочисленных трудностей на этапе постпродакшна премьера картины была перенесена, а мобильная игра Before Crisis стала первым проектом «Компиляции». Изначально Before Crisis должна была выйти в Северной Америке, однако, на момент 2004 года в странах запада не было совместимых с этой игрой мобильных устройств. Кроме того, руководитель проекта Косэй Ито покинул Square Enix в 2008 году, а Табата приступил к другим проектам, из-за чего западный релиз игры был отменён. Японская анимационная студия Madhouse создала рекламный ролик к Before Crisis в рамках маркетинговой кампании проекта. После успеха мобильной игры представители Square Enix решили воссоздать ключевые сцены из FFVII, которые были мельком показаны в «Детях пришествия», в OVA Last Order. За производство этого проекта отвечали сотрудники Madhouse. Изначально Crisis Core задумывалась как экшен, но, в конечном итоге, стала ролевым экшеном.
В 2006 году Вада заявил, что руководство компании планирует развивать «Компиляцию» как минимум до 2017 года — двадцатой годовщины Final Fantasy VII. После завершения работы над режиссёрской версией «Детей пришествия» с подзаголовком Complete представители Square Enix объявили о решении приостановить разработку новых проектов «Компиляции», однако, в то же время они отметили, что у них есть различные идеи относительно будущих проектов. В более поздних посвящённых Final Fantasy VII интервью несколько сотрудников компании, включая Номуру, заявили, что изначально «Компиляция» должна была состоять из трёх игр и одного анимационного фильма, а Crisis Core задумывался как её последний проект. По их мнению, выпуск большого количество проектов мог «перенасытить» рынок.
После нескольких лет слухов и спекуляций фанатов о возможном ремейке FFVII, во время презентации Sony на E3 2015 была анонсирована разработка Final Fantasy VII Remake. Стоимость акций Square Enix возросла на 2,9 процента до 2956 иен, что стало самым высоким показателем для компании с ноября 2008 года. За две недели более 10 млн человек посмотрели трейлер проекта на YouTube. В феврале 2021 года Square Enix анонсировала разработку двух игр во вселенной Final Fantasy VII — The First Soldier и Ever Crisis. Компания разрабатывала игру совестно с Ateam Entertainment Inc. и хотела расширить Компиляцию Final Fantasy VII. По словам руководителя разработки The First Soldier Тэцуи Номуры, при помощи игры в жанре королевская битва Square Enix хотела привлечь внимание ко вселенной Final Fantasy VII игроков, не являющихся поклонниками жанра JRPG. Изначально Square Enix планировала презентовать продолжение Remake на игровой выставке E3 2020, которая в конечном итоге была отменена из-за пандемии COVID-19. Во время специальной рекламной трансляции The First Soldier, состоявшейся в мае 2022 года, Номура объявил, что в следующем месяце представители компании поделятся первыми подробностями о предстоящей игре. 16 июня, во время прямой трансляции мероприятия, посвящённого 25-й годовщине Final Fantasy VII, Square Enix анонсировала вторую часть проекта Final Fantasy VII Remake, получившую подзаголовок Rebirth, вместе с ремастером Crisis Core: Final Fantasy VII Reunion и версией Final Fantasy VII Remake Intergrade для Steam. После анонса Rebirth в июне 2022 года Номура подтвердил в своём аккаунте в Твиттере, что Square Enix работает над четырьмя проектами по вселенной Final Fantasy VII и уже приступила к созданию заключительной части трилогии.

## Восприятие
В отличие от Final Fantasy VII, которая получила широкое признание критиков и фанатов и приобрела культовый статус в игровой индустрии, большинство проектов «Компиляции» были удостоены смешанных отзывов от различных обозревателей, вплоть до того, что некоторые из них раскритиковали концепцию медиафраншизы в целом. В июле 2007 года редакция журнала Edge резюмировала: «порой встречаются проекты высокого качества, однако есть и другие, которые извращают оригинал». В своей рецензии на Crisis Core для RPG Site Алекс Дональдсон пришёл к выводу, что «Компиляция» «слишком отошла от лора Final Fantasy VII». Он раскритиковал «Детей пришествия» и Dirge of Cerberus, сетовал на отсутствие в Before Crisis персонажей из оригинальной игры, однако похвалил Crisis Core, назвав её «первым классическим спин-оффом [Final Fantasy VII] из Компиляции». Этой же позиции придерживался Стивен Мейеинк из RPGFan, по мнению которого предшествовавшие Crisis Core игры и фильм неудачно «расширили, растянули и изменили» историю FFVII. Обозреватель Polygon Алекса Рэй Корриа заявила, что лишь некоторые проекты «Компиляции» можно назвать хорошими, однако даже они «обесценивают оригинал 1997 года».
«Дети пришествия» получили смешанные, преимущественно положительные отзывы. Критики хвалили визуальную составляющую фильма, его графику и признавали ценность для фанатов оригинальной игры, однако, практически все из них сошлись во мнении, что контекст и подача истории сбивают с толку не знакомых с первоисточником зрителей. В то время как западные критики положительно оценили Last Order, японские фанаты FFVII раскритиковали OVA за изменение ключевых событий игры, из-за чего представители Square Enix переосмыслили их в Crisis Core. Так как Before Crisis не вышла за пределами Японии, западные СМИ обошли её вниманием после выхода. Тем не менее, часть критиков хвалила игровой процесс и впечатляющую для мобильной игры графику. Dirge of Cerberus получила наиболее низкие оценки. Хотя некоторые рецензенты положительно отзывались о сюжете и персонажах шутера от третьего лица, в частности о протагонисте Винсента и его арке персонажа, критике подверглись визуальная составляющая и игровой процесс. Игровые обозреватели высоко оценили Crisis Core за её персонажей и экшен-составляющую, но в то же время сетовали на узкую направленность проекта на фанатов FFVII. Таким образом, Crisis Core долгое время оставалась наиболее высоко оценённым проектом «Компиляции».
В 2020 году у Remake был самый высокий средний балл среди всех частей медиафраншизы на Metacritic — 88 из 100 возможных. Том Маркс из IGN назвал игру «полноценным переосмыслением [Final Fantasy VII]», похвалил её боевую систему и сюжет. С другой стороны, рецензент сетовал на часть новых сюжетных моментов и побочных миссий. Он высказал мнение, что «скучные и сбивающие с толку нововведения Final Fantasy VII Remake могут сыграть с ней злую шутку, хотя игре удалось вдохнуть новую жизнь в классику и стать отличной RPG самой по себе». Нахила Бонфильо из The Daily Dot отметила «неонуарный сеттинг игры в духе „Бегущего по лезвию“». Также она оценила «изысканный дизайн уровней, безупречную механику, увлекательный игровой процесс и захватывающие сражения». Рецензенты IGN и GameSpot похвалили переосмысление арки персонажа Клауда, который начинал свой путь как антигерой. Критики публиковали восторженные отзывы на Final Fantasy VII Rebirth и оценили её выше приквела Final Fantasy VII Remake и Final Fantasy XVI. На Metacritic она имеет 92 балла из 100 и считается лучшей игрой первого полугодия 2024 по версии агрегатора рецензий. Критики хвалили: графику кинематографического уровня, персонажей и их взаимоотношения, открытый мир и сражения, но в то же время разделились во мнениях относительно сюжета.

### Продажи
Многие проекты «Компиляции» хорошо продавались. В 2006 году было продано свыше 1 миллиона копий DVD-издания «Детей пришествия» в Японии, около 1,3 миллиона копий в Северной Америке и 100 000 копий в Европе — в общей сложности 2,4 миллиона проданных копий по всему миру. В 2009 году эти показатели превысили 4 миллиона копий. В первый день выпуска режиссёрской версии фильма с подзаголовком Complete в Японии было продано 100 000 копий издания на Blu-ray. Финансовые аналитики связали выход Complete с резким увеличением спроса на консоль PlayStation 3. В день запуска Before Crisis в игре зарегистрировались около 200 000 пользователей, что сделало её самой продаваемой мобильной игрой на момент выхода. В июне 2006 года общее число пользователей составляло 1,6 миллиона. За первую неделю выхода Dirge of Cerberus было продано 392 000 копий; общие продажи игры составили 460 000 копий в Северной Америке и 270 000 копий в Европе. В день выхода Crisis Core в Японии было продано 350 000 копий, а за первый месяц американского релиза — 301 600 копий. Суммарный показатель продаж по всему миру составил 2,1 миллиона копий. За первые три дня релиза Remake по всему миру было продано 3,5 миллионов копий, что сделало её самой быстро-продаваемой игрой для PlayStation 4 за всё время существования консоли. Предыдущими рекордсменами были Spider-Man (3,3 миллиона копий) и God of War (3,1 миллиона копий) 2018 года. В Японии Final Fantasy VII Rebirth была самой продаваемой новинкой для PlayStation 5 с 26 февраля по 3 марта 2024 года; за первую неделю было продано 262 656 розничных копий, что уступало показателям Final Fantasy XVI (336 027 копий) и Final Fantasy VII Remake (702 853 копий). В конце марта продажи игры снизились до 4840 копий за неделю, в результате чего за март было продано 310 596 копий игры. По состоянию на март 2024 года Final Fantasy VII Rebirth занимала 1-е место по количеству загрузок в PlayStation Store. На финансовом брифинге Square Enix, состоявшемся 13 мая 2024 года, президент компании Такаси Кирю сообщил, что прибыль от Final Fantasy 7 Rebirth и Final Fantasy 16 оказалась ниже прогнозируемой и «не оправдала их ожиданий».

### Влияние
Успех Компиляции вдохновил Square Enix на создание Fabula Nova Crystallis Final Fantasy, подсерии игр с общей мифологией. Принимая во внимание популярность Before Crisis, представители компании приступили к созданию другой мобильной игры для Fabula Nova Crystallis — Final Fantasy Agito XIII; в конечном итоге они выбрали другую платформу и переименовали спин-офф в Final Fantasy Type-0. Во время создания боевой системы для Final Fantasy XIII Мотому Торияма вдохновлялся сражениями из «Детей пришествия». В то же время бывшие сотрудники Square Enix обвинили «Компиляцию» и другие продолжения оригинальных игр, такие как Final Fantasy X-2, в упадке престижа серии на рынке и доверия западных фанатов.